# Sing Me a Story with Belle
Disney's Sing Me A Story with Belle là một loạt phim truyền hình người đóng của Mỹ do Patrick Davidson và Melissa Gould sáng tạo. Loạt phim có sự xuất hiện của nhân vật Belle từ phim điện ảnh Người đẹp và quái vật; giờ đây cô đang là chủ nhân và người quản lý của hiệu sách trong làng. Những đứa trẻ thường chào đón cô để nghe cô kể chuyện. Loạt phim ra mắt vào ngày 8 tháng 9 năm 1995 trên kênh Disney Channel.